# Waleriany
Waleriany – wieś w Polsce położona w województwie mazowieckim, w powiecie żyrardowskim, w gminie Puszcza Mariańska.
W skład sołectwa Waleriany chodzi także wieś Pniowe.
Wieś ma charakter ulicówki.

## Historia
Wzmianki o Walerianach pojawiają się już w XV w., jako o osadzie budnickiej o nazwie Budy Waleriany. Na przełomie XIX i XX w. wieś traci pierwszy człon nazwy. W osadach budnickich znajdujących się na tym obszarze zajmowano się bednarstwem oraz produkowano dziegieć, smołę, węgiel drzewny, potaż i gonty.

## Położenie
W latach 1975–1998 miejscowość administracyjnie należała do województwa skierniewickiego.
Przez wieś przebiega droga wojewódzka nr 719. Waleriany znajdują się 1,5 km od stacji PKP Sucha Żyrardowska, 4 km od siedziby gminy – Puszczy Mariańskiej i 5 km od siedziby powiatu – Żyrardowa. Dodatkowo we wsi funkcjonują dwa sklepy spożywcze, stacja paliw i warsztat samochodowy.
Miejscowość jest położona w otulinie Bolimowskiego Parku Krajobrazowego; przepływa przez nią rzeka Sucha Nida.

## Obiekty i organizacje
W Walerianach znajduje się kaplica księży Marianów pw. bł. Jerzego Matulewicza oraz szkoła podstawowa.
Od 1955 roku funkcjonuje ochotnicza straż pożarna.

## Ludność
Wieś liczy około 200 mieszkańców, jednak w ostatnich latach zauważa się tendencję imigracyjną ludności miejskiej do Walerian, które zachowują wiejski charakter przy jednoczesnym dobrym połączeniu drogowym i kolejowym z Żyrardowem i Skierniewicami, a także Warszawą i Łodzią.